# Старе Завади
Старе Завади (пол. Stare Zawady) — село в Польщі, у гміні Єдлінськ Радомського повіту Мазовецького воєводства.
Населення — 186 осіб (2011).
У 1975-1998 роках село належало до Радомського воєводства.

## Демографія
Демографічна структура станом на 31 березня 2011 року:
|          | Загалом | Допрацездатний вік | Працездатний вік | Постпрацездатний вік |
| -------- | ------- | ------------------ | ---------------- | -------------------- |
| Чоловіки | 103     | 30                 | 65               | 8                    |
| Жінки    | 83      | 18                 | 48               | 17                   |
| Разом    | 186     | 48                 | 113              | 25                   |